# Kis-Dímun
Kis-Dímun (feröeriül: Lítla Dímun, dánul: Lille Dimon) egy apró sziget Feröeren, Suðuroy és Nagy-Dímun között. A szigetcsoport 18 szigete közül ez az egy lakatlan.

## Földrajz

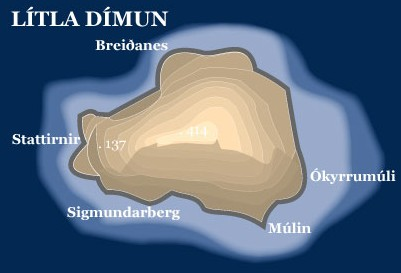
Kis-Dímun térképe

Ez a legkisebb sziget a 18 közül. Területe 0,84 km². A sziget jól látható a Suðuroyon fekvő két közeli település, Hvalba és Sandvík felől.
A sziget legmagasabb pontja a Slættirnir (413 m).

### Élővilág
A sziget madárvilága nemzetközi jelentőségű. Évente mintegy 30 000 pár tengeri madár költ ezeken a területeken. A legjelentősebb fajok a háromujjú csüllő (13 100 pár), a lunda (10 000 pár), az európai viharfecske (5000 pár) és a lumma (6 200 egyed). Ezen kívül mintegy 270 bárány legel itt.
A növényvilág fajgazdagsága itt a legkisebb Feröer szigetei közül: mindössze 9 növényfaj fordul elő. Ezek a következők:
| Feröeri             | Magyar               | Rendszertani               |
| ------------------- | -------------------- | -------------------------- |
| Árshúsagras         | Egynyári perje       | Poa annua                  |
| Hálshvít baldursbrá | Tengerparti ebszékfű | Tripleurospermum maritimum |
| Jarðlagdur krásarvi | Heverő zöldhúr       | Sagina procumbens          |
| Læknaeirisgras      | Orvosi kanáltorma    | Cochlearia officinalis     |
| Opinekruarvi        | Tyúkhúr              | Stellaria media            |
| Reyðvingul          | Vörös csenkesz       | Festuca rubra              |
| Rísið húsagras      | Sovány perje         | Poa trivialis              |
| Ullhært legugras    | Pelyhes selyemperje  | Holcus lanatus             |
| Vanligt høsnagras   | Réti madárhúr        | Cerastium fontanum         |

## Történelem
A 13. században egy csata színhelye volt a Feröeriek sagája szerint. A sziget soha nem volt lakott. Királyi tulajdonban volt, de földrajzi adottságai miatt nehéz volt bérlőket találni, ezért az eladása mellett döntöttek. 1850-ben aukción értékesítették Hvalbában. A tvøroyri királyi kereskedelmi állomás vezetője a hvalbai és sandvíki emberek ellen licitált, akik összefogva próbálták megszerezni a szigetet. Végül meglehetősen magas áron vásárolták meg: csaknem 5000 birodalmi tallért (10 000 dán koronát) fizettek érte.

## Közigazgatás
A sziget közigazgatásilag Hvalba községhez tartozik. A terület hvalbai és sandvíki magánemberek tulajdonában van.

## Népesség
Ez az egyetlen teljesen lakatlan sziget Feröeren.

## Közlekedés

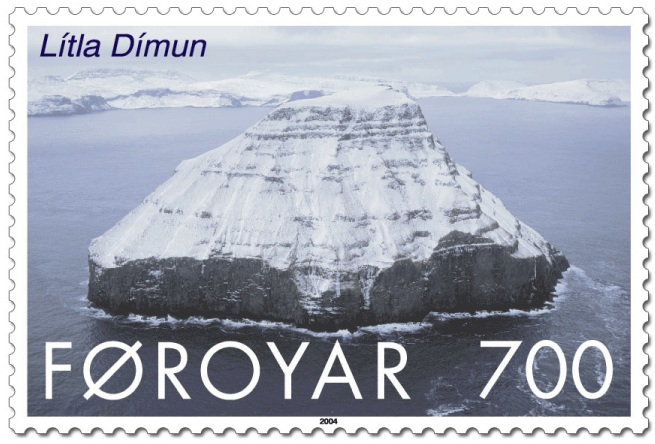
A hóborította Kis-Dímun

A szigetet a tenger felől megközelíteni csak a tökéletes időjárási körülmények között lehetséges; a tengerbe szakadó sziklafalat a birkapásztorok által felszerelt kötelek segítségével lehet megmászni.